# Johnson Mbangiwa
Johnson Mbangiwa (ur. 28 lutego 1956) – botswański lekkoatleta, długodystansowiec.
Zajął 76. miejsce w biegu maratońskim podczas igrzysk olimpijskich w Los Angeles (1984).

## Rekordy życiowe
- Bieg maratoński – 2:29:57 (1984)